# Auburntown
Auburntown é uma cidade  localizada no estado norte-americano de Tennessee, no Condado de Cannon.

## Demografia
Segundo o censo norte-americano de 2000, a sua população era de 252 habitantes. 
Em 2006, foi estimada uma população de 259, um aumento de 7 (2.8%).

## Geografia
De acordo com o United States Census Bureau tem uma área de 
1,5 km², dos quais 1,5 km² cobertos por terra e 0,0 km² cobertos por água. Auburntown localiza-se a aproximadamente 251 m acima do nível do mar.

## Localidades na vizinhança
O diagrama seguinte representa as localidades num raio de 20 km ao redor de Auburntown. 